# Aya Hisakawa
Hisakawa Aya (jap. 久川 綾 Hisakawa Aya; ur. 12 listopada 1968) – japońska seiyū i piosenkarka. Najbardziej znana dzięki rolom Sailor Mercury w japońskim serialu animowanym Sailor Moon i Cerberosa w japońskim serialu animowanym Cardcaptor Sakura.

## Filmografia

### Serie telewizyjne
Tłustym drukiem wyróżniono postaci pierwszoplanowe
1988
- Himitsu no Akko-chan (1988) (Hotaru, Kunie Yamada)[1]

1989
- Dragon Ball Z (Chiko)
- Kiteretsu Daihyakka (Sakurai Taeko)
- Sally czarodziejka (Sumire Kasugano)
- Shin Bikkuriman (Naadi, Pason, Pucchii Orin)
- Transformers: Victory (Boater, Joyce)

1990
- Devil Hunter Yohko (Yohko Mano)
- Muminki (Syrenka)
- Mooretsu Atarou (Momoko, Piyoko)
- RPG Densetsu Hepoi (Miiya Miiya)

1991
- Dragon Quest: Dai no Daibōken (Leona)

1992
- All Purpose Cultural Cat Girl Nuku Nuku (Arisa Sono)
- Shin-chan (Sailor Iyaan)
- Sailor Moon (Ami Mizuno/Sailor Mercury)
- The Bush Baby (Doris)

1993
- Szum morza (służący)
- Sailor Moon R (Ami Mizuno/Sailor Mercury)

1994
- 801 TTS Airbats (Miyuki Haneda)
- Marmalade Boy (Arimi Suzuki)
- Mobile Fighter G Gundam (Akino)
- Sailor Moon S (Ami Mizuno/Sailor Mercury)

1995
- Wojowniczki z Krainy Marzeń (Tarta)
- Sailor Moon SuperS (Ami Mizuno/Sailor Mercury)

1996
- Lupin III: The Secret of Twilight Gemini (Lara)
- Sailor Moon Sailor Stars (Ami Mizuno/Sailor Mercury)

1997
- Battle Athletes Victory (Ichino Yanagida)
- Legend of the Mystical Ninja (Yae)
- Rewolucjonistka Utena (Miki Kaoru)

1998
- All Purpose Cultural Cat Girl Nuku Nuku (Arisa)
- Cardcaptor Sakura (Cerberus (Kero))
- Case Closed: Countdown to Heaven (Sawaguchi Chinami)
- Eat-Man '98 (Kyrene Garbo)
- Trigun (Rem Saverem)

1999
- Excel Saga (Anne Anzai)
- Slayers Excellent (Tatjana Dayward)
- To Heart (Tomoko Hoshina)

2000
- Mushrambo (Binka)

2001
- Beyblade (Rei Kon)
- Cosmo Warrior Zero (Marina Oki)
- Arjuna – córka Ziemi (Sayuri Shirakawa)
- Fruits Basket (Yuki Sohma)
- Magical Nyan Nyan Taruto (Chips, Chiffon)
- Noir (Chloe)
- Project ARMS (Alice)
- X (Hinoto)

2002
- Azumanga Daioh (Minamo Kurosawa)
- Beyblade V-Force (Rei Kon, Keiko-sensei)
- Haibane renmei: Stowarzyszenie szaropiórych (Kuramori)
- Hanada Shōnen Shi (Yuki)
- Love Hina (Amalla Suu)
- Magical Shopping Arcade Abenobashi (Mune-Mune)
- RahXephon (Haruka Shitow)
- Tenchi Muyo! GXP (Ryoko Balta)
- The Twelve Kingdoms (Youko Nakajima)

2003
- Beyblade G Revolution (Rei Kon)
- Detective Academy Q (Shino Katagiri)
- Godannar (Mira Ackerman)
- Kaleido Star (Sarah Dupont)
- Ninja Scroll (Azame)
- Rockman.EXE Axess (Igarashi Ran)

2004
- Haruka – Beyond the Stream of Time (Seri)
- Madlax (Rimelda)
- Magical Girl Lyrical Nanoha (Lindy Harlaown)
- Melody of Oblivion (Miri Kanaya)
- Monkey Turn (Ryouko)
- Ragnarok the Animation (Takius)
- SD Gundam Force (Keiko)
- Tenjho Tenge (Maya Natsume)
- To Heart (Tomoko Hoshina)

2005
- Air (Haruko Kamio)
- Beet the Vandel Buster (Kiss)
- Best Student Council (Chieri Rando)
- Bleach (Retsu Unohana)
- Chibi Vampire (Fumio Usui)
- Eureka Seven (Ray Beams)
- Girls Bravo (Hijiri Kanata)
- Loveless (Nana)
- Oh! My Goddess! (Skuld)

2006
- Atashin’chi (Okiku)
- Black Jack 21 (Yuri)
- Fist of the Blue Sky (Pān Yù-Líng, Aya Kitaoji)
- Fushigiboshi no Futagohime Gyu! (Black Principal)
- Ghost Slayers Ayashi (Tae)
- Gin'iro no Olynssis (Serena)
- Government Crime Investigation Agent Zaizen Jotaro (Minako Ayano)
- Kaiketsu Zorori (Ruby)
- Shijō saikyō no deshi Ken’ichi (Chihiro Takashima)
- Tsubasa Reservoir Chronicle (Keroberos)
- Yume Tsukai (Misako Mishima)
- Zegapain (Arque)

2007
- Claymore (Priscilla)
- Devil May Cry (anime) (Patty's mother)
- El Cazador de la Bruja (Jody „Blue-Eyes” Hayward)
- Emily of New Moon (Aileen Kent)
- Gakuen Utopia Manabi Straight! (Kyōko Kibukawa)
- GeGeGe no Kitaro (Aria Puresutain)
- Kindaichi Case Files (Ria Tsujiyu)
- Night Wizard The ANIMATION (RaRa Mu)
- Over Drive (Mikoto's mother)
- Potemayo (Kira Kasugano)
- Princess Resurrection (Witch)
- Romeo x Juliet (Portia)

2008
- Jigoku Shōjo: Mitsuganae (Mitsuko Yamaoka)
- Himitsu - Top Secret (Ruriko Aoki)
- Majin Tantei Nōgami Neuro (Yoshino Kuroo)
- MapleStory (Lupan)
- Mōryō no Hako (Yoko Yuzuki)
- Nogizaka Haruka no Himitsu (Akiho Nogizaka)
- One Piece (Lola)
- Rosario + Vampire (Ririko Kagome)
- Rosario + Vampire Capu2 (Ririko Kagome)
- Sands of Destruction (Morte's mother)
- To Love-Ru (potwór w odcinku 18)
- Wagaya no Oinari-sama. (Aya (Proprietess))

2009
- Aoi Bungaku (Shizuko)
- Kurokami: The Animation (matka Kuro)
- Pandora Hearts (Kate)
- Phantom 〜Requiem for the Phantom〜 (Claudia McCunnen)
- Taishō Baseball Girls (Yae Suzukawa)

2010
- HeartCatch Pretty Cure! (Yuri Tsukikage/Cure Moonlight)
- Detektyw Conan (Nijimura Saiki w odcinku 562)

2011
- X-Men (Storm)

2012
- Ano Natsu de Matteru (Nanami Kirishima)
- Haiyore! Nyaruko-san (Yoriko Yasaka)
- Kono Naka ni Hitori, Imōto ga Iru! (Kanoko Mikadono)
- Saint Seiya Omega (Hornet Sonia)
- So, I Can't Play H? (Almeia Restall)
- Space Battleship Yamato 2199 (Kaoru Niimi)
- Zetman (Youko Amagi)
- Jormungand: Perfect Order (Hex)

### Produkcje OVA
- .hack//Liminality (Kyoko Tohno)
- 801 T.T.S. Airbats – Miyuki Haneda
- Alien Nine – Megumi Hisakawa
- Devil Hunter Yohko – Yohko Mano/Ayako Mano
- G-On Riders – Nurse Sanada
- Gunsmith Cats – Becky Farrah
- Here is Greenwood – Yuko
- Idol Project – Layla B. Simmons
- Iria: Zeiram the Animation – Iria
- Kōryū Densetsu Villgust (Chris)
- Puni Puni Poemy (Nanase Aasu)
- Tenshi Nanka Ja Nai (Saejima Midori)

### Filmy kinowe
- Pokémon: Mewtwo Returns (Luna Carson)
- Sailor Moon R: The Movie (Ami Mizuno/Sailor Mercury)
- Sailor Moon Super: The Movie (Ami Mizuno/Sailor Mercury)
- Sailor Moon SuperS: The Movie (Ami Mizuno/Sailor Mercury)
- HeartCatch PreCure!: The Movie (Yuri Tsukikage/Cure Moonlight)
- Pretty Cure All Stars DX3: Deliver the Future! The Rainbow-Colored Flower That Connects the World (Yuri Tsukikage/Cure Moonlight)
- Pretty Cure All Stars New Stage: Friends of the Future! (Yuri Tsukikage/Cure Moonlight)

### Dubbing w japońskich wersjach
- 101 dalmatyńczyków (serial animowany) – Anita Dearly
- Leon zawodowiec'' – Matilda
- Fraglesy – Mokey Fraggle
- Drawn Together – Toot Braunstein
- Sonic the Hedgehog – NICOLE
- Henry VIII – Edward VI
- Mystery of the Third Planet – Govorun
- Love in the Big Sity – Nastya

### Gry komputerowe
- Binary Domain (Faye Li)
- Dragon Ball Z: Kakarot (Bulma)
- Free Talk Studio ~Mari no Kimama na O-Shaberi~ (Aya Isokawa)
- Grandia (Mio)
- Kaiser Knuckle (known outside of Japan as Global Champion) (Liza)
- Kid Icarus: Uprising (Palutena)
- Langrisser I & II (Jessica)
- Lunar 2: Eternal Blue Complete (Jean)
- Marvel: Ultimate Alliance (Storm)
- Marvel: Ultimate Alliance 2 (Storm)
- Phantom of Inferno XBOX 360 version (Claudia McCunnen)
- Princess Maker Go!Go! Princess (Olive Oyl)
- Princess Maker Pocket Daisakusen (Olive Oyl)
- Remember11: The Age of Infinity (Kali Utsumi)
- Segagaga (Yayoi Haneda)
- Soulcalibur (Chai Xianghua)
- Soulcalibur II (Chai Xianghua)
- Soulcalibur III (Chai Xianghua)
- Soulcalibur III: Arcade Edition (Chai Xianghua)
- Star Ocean: The Second Story (Rena Lanford)
- Super Dragon Ball Heroes (Bulma #2)
- Tales of Vesperia (Judith)

## Dyskografia

### Płyty CD
- Kyasha (1993)
- Aya~Toki wo Tsumuide~ (1993)[2]
- Fantasy (1994)
- Hi-Ka-Ri (1995)
- for you for me (1996)
- MARCHING AYA (1997)
- Kokoro Made Dakishimeraretara (1997)
- PORTRAIT (1997)
- wish (1998)
- Hisakawa Aya Live! (1998)
- yakusoku (1999)
- decade: Character Song Collection 1989~1998 (2000)

### Single
- Sunday
- Aoi Sora wo Dakishimetai
- Tameiki ga Nemuranai
- Kono Michi ga Owaru Made ni
- Kokoro Made Dakishimeraretara
- Kore wa Kore de Arikana Nante...

## Zespoły
- Goddess Family Club
- Peach Hips
- Idol Project
- GunSmith Cats
- Angels